# Дексамфетамин
Дексамфетамин (синонимы: декстроамфетамин, D-амфетамин, (+)-амфетамин) — правовращающий энантиомер амфетамина, психостимулятор. По сравнению с левамфетамином обладает более выраженным (в 3—4 раза) центральным и менее выраженным периферическим действиями благодаря более сильному взаимодействию с дофаминовыми рецепторами.

## Применение

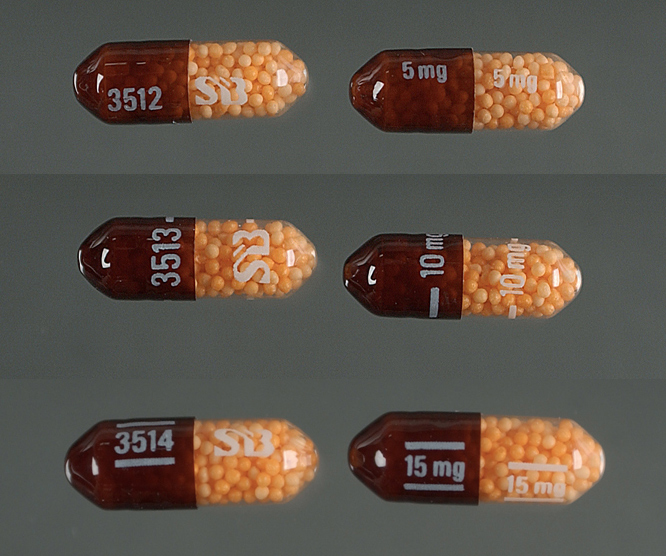
Спансулы с декседрином по 5, 10 и 15 мг.

Декстроамфетамин находит ограниченное применение в медицине при лечении синдрома дефицита внимания и гиперактивности (СДВГ) и нарколепсии, и выпускается под торговым наименованием «декседрин» (англ. Dexedrine). При СДВГ эффективен для купирования дезадаптивного поведения и для повышения концентрации внимания. В США широко применяется как средство против ожирения, так как уменьшает аппетит.
Ранее применялся при депрессии и астенических состояниях. 
Кроме того, декстроамфетамин является рекреационным препаратом, при продолжительном употреблении может вызвать психическую зависимость.

## Правовой статус
Был занесён вместе с некоторыми другими психостимуляторами в Список II DEA (Управления по борьбе с наркотиками) в 1960-х. Причиной было широкое злоупотребление аналогом декстроамфетамина — D-метамфетамином в форме инъекций. После запретов применение в медицине их стало ограничено СДВГ, нарколепсией и ожирением.
Дексамфетамин внесён как психоактивное вещество в Список I (наркотические средства, психотропные вещества и их прекурсоры, оборот которых в Российской Федерации запрещён в соответствии с законодательством Российской Федерации и международными договорами Российской Федерации).